# Amfipoli
Amfipoli (tiếng Hy Lạp: ?) là một khu tự quản ở vùng Trung Makedonías, Hy Lạp. Khu tự quản Amfipoli có diện tích 412 km², dân số theo điều tra ngày 18 tháng 3 năm 2001 là 11860 người.